# Jüdische Gräber am Friedhof Bruck an der Leitha

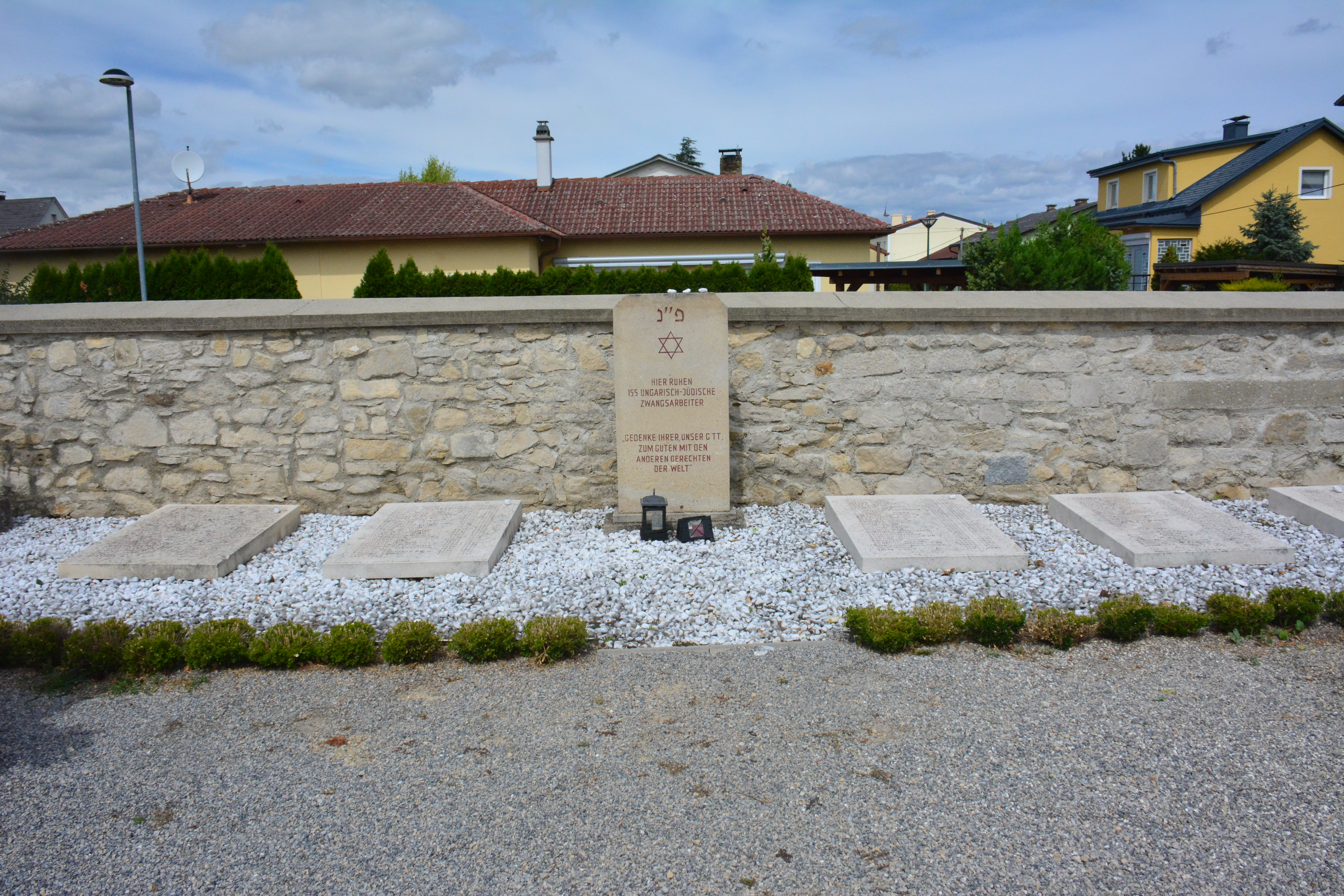
Gedenkstein für die ermordeten ungarischen Juden

In Bruck an der Leitha in Niederösterreich gibt es Jüdische Gräber am Friedhof mit einer Gedenkstätte für 155 ermordete ungarische Juden.
Bereits vor 1938 hatte die jüdische Gemeinde in Bruck aufgehört zu existieren. Auf dem kommunalen Friedhof gab es aber eine Abteilung für die Gräber der jüdischen Bürger.
Nachdem 2003 lange unbeachtet gebliebene Totenscheine mit den Namen von 155 ermordeten und an den Folgen von Misshandlungen gestorbenen jüdischen Zwangsarbeitern aus Ungarn aufgetaucht waren, wurde an der Friedhofsmauer, wo sie in Massengräbern beerdigt wurden, eine Gedenkstätte mit den Namen der Umgekommenen im März 2009 enthüllt.